# 윤인구 (아나운서)
윤인구(尹寅求, 1972년 9월 13일~)는 대한민국의 KBS 아나운서이다.
KBS 아나운서실 한국어연구부장, KBS 아나운서협회장을 지냈다. 한중 수교 30주년을 앞두고 2021년 9월 15일 한중 문화교류의 해 언론 분야 홍보대사로 임명되었으며, 같은 해 10월 9일 575돌 한글날에 한글발전유공으로 문화포장을 수훈했다. 2022년 7월 17일 제헌절에 제5대 대한민국 제헌국회의원 유족회장으로 선임되었고 2024년 정기 총회에서 연임되었다. 2025년 3월 TV 개편 시 6시 내고향 MC에서 물러나면서 사측의 부당한 진행자 교체에 강력히 반발하는 성명서를 사내 게시판에 게재했다.

## 학력
| 연도 | 사항                                               |
| ---- | -------------------------------------------------- |
| 1985 | 경기초등학교 졸업(20회)                            |
| 1988 | 중앙중학교 졸업(79회)                              |
| 1991 | 경복고등학교 졸업(66회)                            |
| 1997 | 연세대학교 사회복지학과 학사(91학번)               |
| 2005 | 연세대학교 언론홍보대학원 방송영상학과 언론학 석사 |

## 경력
| 연도                  | 사항                                                   |
| --------------------- | ------------------------------------------------------ |
| 1997.1.               | KBS 24기 공채 아나운서 입사                            |
| 1997.3.~1999.5.       | KBS원주방송국, KBS전주방송총국 아나운서 지역 순환 근무 |
| 2007~2008             | 숙명여자대학교 언론정보학부 겸임교수                   |
| 2007                  | 한국백혈병소아암협회 홍보대사                          |
| 2010                  | 성신여자대학교 미디어커뮤니케이션학과 겸임교수         |
| 2015~                 | 제헌국회의원 유족회 이사                               |
| 2015.12.~2017.1.      | KBS 편성본부 아나운서실 한국어연구부 팀장              |
| 2016~                 | 엄홍길휴먼재단 이사                                    |
| 2016                  | 한국소아당뇨인협회 홍보대사                            |
| 2016                  | 성신여자대학교 방송영상저널리즘스쿨 겸임교수           |
| 2017~2018             | 제19대 KBS 아나운서협회장                              |
| 2017~2018             | 한국아나운서연합회 부회장                              |
| 2018~2022             | 제헌국회의원 유족회 청년회장                           |
| 2018.5.28.~2025.3.28. | 6시 내고향 남자 MC                                     |
| 2019.4.~2021.10.      | KBS 편성본부 아나운서실 한국어연구부장                 |
| 2019.4.~2021.10.      | KBS 국어문화원장                                       |
| 2019.12.~2022.12.     | 정부·언론 공동 외래어 심의위원                         |
| 2021~2022             | 외솔회 이사                                            |
| 2021~2022             | 2021-2022 한중 문화교류의 해 언론 분야 홍보대사        |
| 2022.7.~              | 제5대 대한민국 제헌국회의원 유족회 회장                |

## 진행 프로그램

### TV 프로그램
5~2017||KBS1||TV비평 시청자데스크||진행|| 2015년 8월 21일 ~ 2015년 9월 25일||

| 연도      | 방송 채널 | 제목                                                                 | 배역                | 진행기간                                                                                    | 비고                                                                              |
| --------- | --------- | -------------------------------------------------------------------- | ------------------- | ------------------------------------------------------------------------------------------- | --------------------------------------------------------------------------------- |
| 2001      | KBS2      | 시네마 데이트                                                        | 게스트              | 테마 남과 여                                                                                |                                                                                   |
| 1998~2002 | KBS2      | 연예가중계                                                           | 리포터              | 1998년 10월 22일~2003년 11월 1일                                                            |                                                                                   |
| 2000      | KBS2      | 스포츠 뉴스(KBS 2TV)                                                 | 진행                |                                                                                             |                                                                                   |
| 2001~2002 | KBS1      | 피플 세상속으로                                                      | 내레이션            |                                                                                             | [ 1 ]                                                                             |
| 2001      | KBS1      | 가족오락관                                                           | 게스트              | 2 7월 21일                                                                                  | <865회> - 남성팀 도전자                                                           |
| 2001      | KBS2      | 도전! 지구탐험대                                                     | 진행                |                                                                                             |                                                                                   |
| 2001      | KBS2      | 퀴즈정글                                                             | 참가자              |                                                                                             |                                                                                   |
| 2001      | KBS2      | 도전! 골든벨                                                         | 진행                | 2001년 4월 6일~2001년 11월 2일                                                              |                                                                                   |
| 2001~2002 | KBS1      | 도전! 골든벨                                                         | 진행                | 2001년 11월 11일~2002년 11월 10일                                                           |                                                                                   |
| 2007      | KBS1      | 도전! 골든벨                                                         | 특별출연            | 11월 25일                                                                                   | <400회 특집 - 전국고교최강전>                                                     |
| 2011      | KBS1      | 도전! 골든벨                                                         | 출연                | 4월 17일                                                                                    | <경남 거창대성고(2번 이상 재도전)> 문제 출제(첫도전 진행 당시)                    |
| 2020      | KBS1      | 도전! 골든벨                                                         | 특별출연            | 5월 17일                                                                                    | (온라인 도전! 골든벨 1부 (역대 도전자별))                                         |
| 2002      | KBS1      | 풍물기행 세계를 가다                                                 | 진행                |                                                                                             |                                                                                   |
| 2003~2007 | KBS1      | 청춘! 신고합니다                                                     | 진행                | 2003년 5월 19일 ~ 2007년 4월 26일                                                           |                                                                                   |
| 2003~2005 | KBS2      | 쇼 파워 비디오                                                       | 진행                | 2003년 11월 8일~2005년 4월 30일                                                             |                                                                                   |
| 2005      | KBS1      | 색다른 TV                                                            | 진행                | 2005년 7월 4일~2005년 10월 28일                                                             |                                                                                   |
| 2006      | KBS1      | 생로병사의 비밀                                                      | 출연                | 5월 16일                                                                                    | 151회 - 《기호식품에 대한 첨단분석 보고서 - 제2편 두 얼굴의 유혹, 카페인 (커피)》 |
| 2008      | KBS2      | 생방송 세상의 아침                                                   | 진행                |                                                                                             |                                                                                   |
| 2008~2009 | KBS2      | 국민소통 버라이어티 뉴스왕                                           | 진행                | 2008년 11월 19일~2009년 4월 15일                                                            |                                                                                   |
| 2010      | KBS2      | 다큐멘터리 3일                                                       | 출연                |                                                                                             | 164회                                                                             |
| 2009~2013 | KBS1      | TV쇼 진품명품                                                        | 진행                | 2009년 5월 3일~2013년 11월 3일                                                              |                                                                                   |
| 2009~2011 | KBS2      | 생방송 오늘                                                          | 진행                | 2009년 10월 19일~2011년 5월 27일                                                            |                                                                                   |
| 2011~2013 | KBS1      | 러브 인 아시아                                                       | 진행                | 2011년 6월 7일~2013년 4월 2일                                                               |                                                                                   |
| 2013~2018 | KBS1      | 아침마당                                                             | 진행                | 2013년 4월 8일~2018년 5월 25일                                                              | [ 2 ]                                                                             |
| 2025      | KBS1      | 아침마당                                                             | 재진행취소          | 2025년 8월 4일                                                                              | 9958회 월요토크쇼 명불허전 남자 재진행MC 재진행취소                               |
| 2017      | KBS1      | 구석구석 대한민국 행복한 지도                                        | 출연                | 5월 20일                                                                                    | 시즌2 1회                                                                         |
| 2008      | KBS1      | 6시 내고향                                                           | 임시진행            | 서기철 아나운서의 2008년 베이징 올림픽 중계 캐스터 관계로 출장을 간 사이 임시 남자MC로 진행 |                                                                                   |
| 2018      | KBS1      | 6시 내고향                                                           | 진행                | 2018년 5월 28일 ~ 2025년 3월 28일                                                           |                                                                                   |
| 2023      | KBS1      | 6시 내고향                                                           | 현장 특별 코너 탐방 | 2023년 10월 20일                                                                            | 7694회 k문화의 중심- 종로 특집 <종로 기행 - 추억을 걷다>                          |
| 2023      | KBS1      | 수해 복구 특집 특별생방송 안전한 대한민국 반복되는 수해 막을 수 없나 | 공동MC              | 2022년 8월 18일                                                                             | 저출산 위기대응 특별 생방송 1부, 2부                                              |
| 2024      | KBS1      | 저출생 위기대응 특별 생방송 - 1부 아이 없는 사회, 2부 아이가 미래다  | 공동MC              | 2024년 7월 11일                                                                             | 저출산 위기대응 특별 생방송 1부, 2부                                              |
| 2023      | KBS1      | 사랑의 가족                                                          | 임시진행취소        | 2월 25일                                                                                    | <2959회>                                                                          |
| 2023      | KBS1      | 사랑의 가족                                                          | 임시진행취소        | 4월 15일                                                                                    | <2966회>                                                                          |
| 2025      | KBS1      | 사랑의 가족                                                          | 임시진행취소        | 3월 1일                                                                                     | <3057회> 삼일절 특집                                                              |
| 2025      | KBS1      | 시니어토크쇼 황금연못                                                | 임시진행취소        | 4월 12일                                                                                    | 516회 [인생톡 공감톡] 남의 속도 모르고 外 임시진행취소                            |
| 2025      | KBS1      | 시니어토크쇼 황금연못                                                | 임시진행취소        | 7월 26일                                                                                    | 531회 [인생톡 공감톡] 인생의 맛 外                                                |
| 2025      | KBS1      | KBS 뉴스 (주말)                                                      | 진행취소            | 2025년 7월 13일                                                                             | 일요일 오후 5시 진행취소                                                          |

### 라디오 프로그램
| 연도      | 방송 채널    | 제목            |
| --------- | ------------ | --------------- |
| 2000~2001 | KBS 1FM      | 출발 FM과 함께  |
| 2004~2007 | KBS 해피FM   | 윤인구의 모닝쇼 |
| 2007~2008 | KBS 클래식FM | 음악풍경        |

## 수상
| 연도 | 사항                               |
| ---- | ---------------------------------- |
| 2005 | 국방부 장관상                      |
| 2010 | 한국아나운서대상 TV진행상          |
| 2012 | 한국어문기자협회 한국어문상 특별상 |
| 2016 | 아나운서대상 대상(문체부 장관상)   |
| 2021 | 문화포장                           |

## 같이 보기
- 소방청